# Begonia maculata
La begonia a pois o anche begonia bambù dalla forma del suo fusto (Begonia maculata Raddi) è una pianta appartenente alla famiglia delle Begoniaceae. La pianta è originaria del Brasile sud-orientale, dove è stata scoperta nel 1982. Cresce naturalmente nella foresta pluviale atlantica, con presenze confermate negli stati brasiliani di Espírito Santo e Rio de Janeiro. È stata introdotta in Messico, Cuba, Repubblica Dominicana e Argentina. Negli ultimi anni è stata ampiamente diffusa come pianta d'appartamento o da giardino in tutto il globo.

## Descrizione

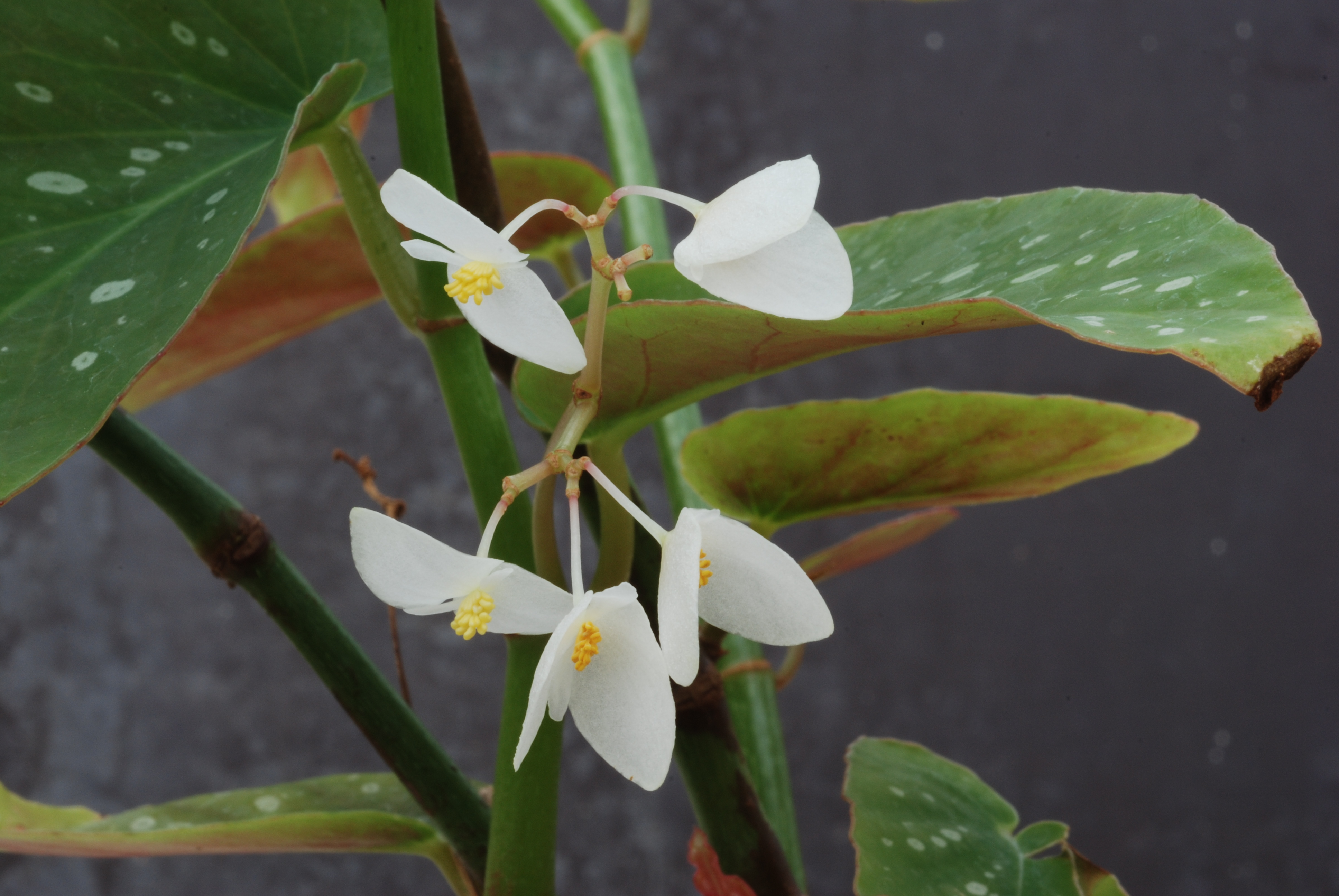
Infiorescenza bianca di B. Maculata

### Radici
La struttura radicale è sottile e ha bisogno di un terreno sempre umido; nella coltivazione in vaso è necessario annaffiare la pianta non appena si sente al tatto lo strato superficiale del terreno secco. Il fatto che le radici siano sottili le rende molto resistenti alla possibilità di marcire in vaso, che peraltro non è del tutto da escludere in caso di ristagno d'acqua sul fondo. Queste caratteristiche rendono la pianta molto facile da mantenere. 

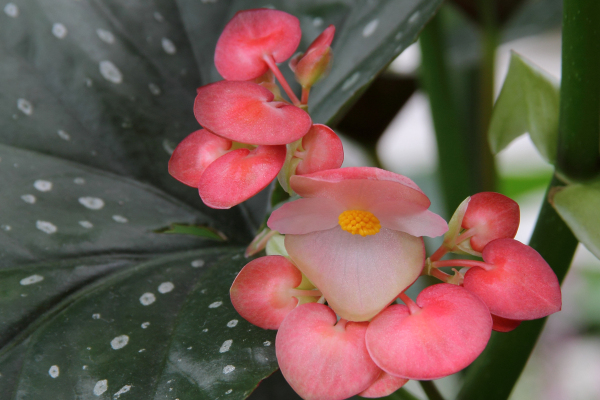
Infiorescenza rosea di B. Maculata

### Fusto
La Begonia maculata è una pianta perenne che può raggiungere fino a 1,5 m. In un ambiente ideale, cresce molto velocemente; raggiunta un'altezza di circa 40 cm, ha bisogno di un sostegno per il fusto per colpa del peso significativo delle foglie, che può portarla persino a spezzarsi su sé stessa. Questo sostegno non deve avere caratteristiche particolari se non quella di soddisfare la necessità di sorreggere il fusto.
I fusti della Begonia maculata sono verdi, senza peli, simili nell'aspetto a canne di bambù; le stipole sono sempre presenti. La posizione delle petiole, ovvero dell'attaccatura delle foglie, è asimmetrica. 

### Foglie
Le foglie sono di tipologia peltata, grandi fino a 20 cm, dalla colorazione verde scuro, glabre, lunghe a partire dai 5 cm in poi. La lamina superiore è verde lucida con una schiaritura nel punto in cui il picciolo si congiunge alla lamina. Il resto della foglia è cosparso in maniera casuale di macchie bianche dal riflesso argenteo. La lamina inferiore è di un rosso acceso, tendente al viola con macchie più scure corrispondenti alle macchie bordeaux superiori. Il rosso risulta brillantinato se esposto a luce diretta del sole, come avviene anche con i fiori di molte altre begonie. Il margine è ondulato e poco crenato, denti smerlati, arrotondati e poco marcati.
Non appena la pianta ha necessità di acqua, le sue foglie iniziano a cadere; tuttavia, ricrescono molto facilmente e velocemente dal punto in cui sono cadute.

### Infiorescenza e fiore
L'infiorescenza è di tipologia a pannocchia, unisessuale. Fa la prima comparsa a maggio ed è presente fino alla fine di ottobre. Le brattee diventano cadenti dopo poco tempo. Durante la fioritura i tepali della Begonia maculata possono essere da tre o cinque, spesso brevemente fusi, e possono assumere colori come il bianco o il rosso.

## Coltivazione
La Begonia maculata è relativamente rara in coltivazione. Tuttavia, la coltivazione è incoraggiata, anche perché la specie ha in natura una distribuzione limitata e la coltivazione faciliterebbe la conservazione.
La specie si coltiva in temperatura compresa fra 18-25 gradi, ama l'alta umidità e vive al meglio in terreno umido ma drenante con una buona esposizione alla luce indiretta; non va mai sottoposta alla luce diretta estiva. Preferisce un terreno di coltura aperto e fibroso con concime liquido universale o per piante verdi.
La propagazione avviene di solito per talea di fusto ma, come accade per molte begonie asiatiche arbustive, la specie può essere propagata anche per talea di foglia. La talea una volta messa in acqua può essere inserita in terra dopo circa un mese dalla prima comparsa delle radici.
La potatura della Begonia maculata viene effettuata solo sulle estremità della pianta, tagliando il fusto con cesoie da giardinaggio, per garantire una crescita più folta e un'estetica complessiva più piena di fogliame. Il periodo migliore per la potatura è l'autunno, periodo antecedente all'inverno, in cui la pianta avrà bisogno di meno foglie. Tuttavia la pianta può sopportare la potatura in qualsiasi periodo dell'anno.
Il rinvaso della Begonia maculata può essere effettuato ogni anno con un terriccio adatto alle piante in vaso. Il vaso può essere allargato rispetto alle dimensioni precedenti, tuttavia questo non è indispensabile per la pianta. Non sono stati documentati ibridi artificiali con questa specie.

## Usi
La pianta ha solo scopo ornamentale poiché le sue foglie, se ingerite, sono tossiche. La pianta non è quindi adatta alle case in cui si trovano bambini oppure animali domestici.